# まとめサイト
まとめサイトは、特定のテーマに沿って情報を収集・編集したウェブサイト。
1. 電子掲示板（BBS）やソーシャル・ネットワーキング・サービス（SNS）の投稿内容を手作業により、または何らかのアルゴリズムにより取捨選択して転載するウェブサイト。2ちゃんねるまとめなど。
2. 人為的に情報を再編集して提供するサイト。キュレーションサイト（Curation site）。往々にしてWorld Wide Web（ウェブ）に散らばる情報の断片の寄せ集めであることが多い。

## 概要
ウェブ上の情報を特定のテーマで集め、まとめたサイトである。話題の出来事などについての情報を手軽に読める形で閲覧者に提供する。人力でまとめるものだけでなく、テーマに沿って自動的に収集・編集されるものもある。ニュースサイト、ブログ、掲示板、SNSなどを情報源として比較的容易にコンテンツを作ることができ、テーマによっては読者を集めやすく、アフィリエイト広告も簡単に設置できることから乱立している。個人が運営するもの、企業やネットメディアが運営するものなど多種多様である。企業による運営を挟んでいない（ように見える）2ちゃんねるやTwitterなどの反応をまとめる「まとめブログ」には、企業のメディアよりも拡散力・影響力が強いものもある。
便利な面もある一方で、他者が作成した情報を使うこと、それによって利益を得ることには否定的な意見も多く、コンテンツの転載に伴う著作権侵害、閲覧数の増加や広告収入の増大を目的とした恣意的な編集や不正確な情報の流布といった問題も指摘されている。また、ネット炎上案件や電凸テンプレートまとめなどは利用者が増えると影響・被害が増大する。
キュレーティングサービス、キュレーションサイト、キュレーションメディアとも。同様の意味とされるが、使い分ける人もいる。「まとめサイト」が、2ちゃんねるなどの掲示板の情報を集めたサイトを指すこともある。ウェブ上のニュースを収集して表示するニュース・アグリゲーターのなかで、他社のニュースを集めて表示するものをキュレーション・メディアと呼ぶこともある。自動のキュレーションのアプリは、キュレーションアプリと呼ばれる。
以下、便宜的に「キュレーションサイト」「キュレーションメディア」「キュレーションサービス」は、法人が組織的に運営するまとめサイト・まとめサービスを指すこととする。キュレーションメディアの情報源はほとんどの場合掲示板ではないが、まれに2ちゃんねるの内容を流用したものもある。
キュレーションに明確な定義はないが、「情報をあるテーマに基づいて収集し、それ自体にコンテンツとしての価値を持たせて共有すること」であり、関連する情報へのリンクを集めた「まとめサイト」を指す。マーケティング会社のオプティマイザーは、キュレーションメディアとは、ネット上に氾濫する情報を「その情報の質（価値）に合わせて、『選択、分類、目録作成、案内』を行ったメディア」であると定義している。DeNAは自社サービスを「キュレーションプラットフォーム」、キュレーションを「インターネット上に散在する既存情報をキュレーターが独自のテーマに基づいて一つにまとめ、公開できるウェブサイトまたはアプリ」、キュレーターを「インターネット上の莫大な情報を独自の観点で目利きし、ひとつのページにまとめる人」と定義している。
キュレーションメディアによって、閲覧者は話題の出来事などについて簡単にまとまった情報が得られる。「NAVERまとめ」の島村武志はキュレーションのメリットについて、検索の手間を省き、自分では見つけられないような情報にも触れることができると述べている。朝日新聞はキュレーションサイトは大手メディアと比べて読者に親しみやすく書かれる傾向にあるとしている。
インターネット上最大の動画キュレーションプラットフォーム・マグニファイの創立者兼CEO、スティーブン・ローゼンバウム（Steven Rosenbaum）は、日本の代表的なキュレーション・サイトとして「クックパッド」を挙げている。また、2ちゃんねるまとめブログ、ニュースキュレーションサイトの「スマートニュース」、「グノシー」、「ニューズピックス」、ノウハウ（ライフレシピ）の共有サービス「nanapi」、Twitterのつぶやきをまとめる草の根サイトとして成長した「Togetter」などがある。
毎日新聞記者の尾村洋介は、キュレーションが行われているサイトを「広義のキュレーションサイト」とし、コンテンツの引用元・引用方法で二つに分けている。一つは「他のメディアと契約を結び、配信を受けた記事を掲載しているサイト」である。もう一つは「他メディアから配信を受けず、ネットからコンテンツを「引用」などで幅広く集め、まとめて掲載しているサイト」、いわゆる「まとめサイト」であり、「狭義のキュレーションサイト」としている。前者にはヤフーニュース、後者には2ちゃんねるまとめやDeNAのWelq、NAVERまとめなどがある。前者は著作権侵害などの問題は起こりにくく、質もある程度保たれると考えられる。後者は権利侵害が起こりやすく、コンテンツの質も一定に保ちにくい。
キュレーションサイトには、運営事業者によって審査された執筆者のみによるものや、特定のジャンルや利用者層に特化したものもある。
尾村は、狭義のキュレーションサイトには、記事を自社で作ったり外注して掲載する「メディア型」と、ユーザーが投稿する「プラットフォーム型」があると述べている。プラットフォーム型は、運営事業者がインフラストラクチャー、ポータルサイトを用意し、利用者（消費者）なら誰でもコンテンツを投稿できるCGM型のサイトである。運営者が直接の「情報発信者」ではないため、プロバイダ責任制限法により、権利侵害などの問題があった場合でも、責任を免れる可能性がある。日本経済新聞は、一部のキュレーションメディアは、運営事業者が大部分の記事の作成に関与しているにもかかわらず、責任回避のため表面的にCGMの形式を取り入れているという批判もある、と紹介している。
名古屋大学教授の日比嘉高は、ウェブ上のキュレーションサイトとは、一種の「検索の代行」であり、2016年昨今のキュレーションメディアが行っていたのは「『みんなが検索するであろう言葉』『話題になっている言葉』についての情報を先回りして収集し、まとめ、感想をくっつけて提示するという作業」であり、SNSのシェア文化と近い関係にあると述べている。
2016年のDeNAのキュレーションサイト炎上以降、ウェブサイトでの「キュレーション」はネガティブに捉えられることが多いが、悪いのは無断盗用、無断でのまとめであって、全てのキュレーションサイトに問題があるわけではなく、多様なサービスや取材方法がある。日比嘉高は、「キュレーション」という言葉・作業は、現状考えられているより、もっとクリエイティブでありうるものであると述べている。しかし2016年の現状では、キュレーションメディアを名乗る多くのサービスで、情報をまとめて記事にする「キュレーター」は実際にはアマチュア筆者であり、運営元に超低価格で依頼された記事、低質な記事も少なくない。2016年のキュレーションメディアの多くでは、記事の執筆者によるリサーチは、ウェブ上で完結しており、実際の取材やインタビューはほとんど行われない。
専門家がキュレーターを務めるサービスもあるが、ビジネスとして成立させることは容易ではない。例えば「難しい学術論文を患者にわかりやすく届けること」を目的にし、海外の医療論文をもとにした記事を専門家の監修のもと配信したDeNAの「Medエッジ」は、需要が小さく、2016年2月で誰でも投稿できるヘルスケア情報サイトWELQにコンテンツが移行され、サービスは終了した。
キュレーションサイトの問題については、情報の信頼性と著作権侵害を参照のこと。

### 登場の経緯
「キュレーション」とは、もともと博物館や美術館の学芸員の仕事を指す言葉である。学芸員（キュレーター）は、世界中の様々な作品や物事を、特定のテーマで集めて公開するのが仕事である。インターネットにおけるキュレーションは、これを応用したコンセプトである。ウェブ上、ソーシャルメディア上の情報は爆発的に増えており、それは消費者の情報処理能力を超えるだろうと考えられた。
このような状況で、インターネットに「キュレーション」というコンセプトが現れた。スティーブン・ローゼンバウムは、2011年に「もはやアルゴリズム分析に頼るだけでは探しているものを見つけ出すことはできない」「これ以上コンテンツを作りだすよりも、他人が作った全てのコンテンツを、意味あるものにしていく人が必要となる」「この役割を担うことを選択する人々は、コンテンツ・キュレーターと呼ばれ（中略）ソーシャルネットワーク・ウェブを牽引していく原動力となるだろう」と述べた。
2010年に日本経済新聞は、キュレーションサービスについて「Googleに代表されるロボット型の検索サービス全盛のいま、にわかに存在感を強めているキュレーション。ロボットに対する『人力検索』の逆襲とも言える」と評しており、島村武志は「NAVERまとめ」を「一般参加型のディレクトリ型検索サービスとも言える」と説明している。
2010年ごろから、キュレーション関連のサービスに力を入れる会社が増え、大韓民国の検索サイト最大手の日本法人ネイバージャパン（東京都品川区）が、2009年7月に開始したユーザー参加型の情報集約・共有サービス「NAVERまとめ」はその急先鋒とみられており、2010年11月には、リンク集や画像集などのまとめページを作ったユーザーに広告収入を還元する「インセンティブプログラム」を始めた。

### 日本の「まとめサイト」
キュレーションという概念が日本に入ってくる以前から、「まとめサイト」は日本で独自に発展した。「まとめサイト」は、掲示板の書き込みをまとめたもの、運営は個人もしくは少人数で、法人は関与しないまたは法人が関与していないように見えるものを指すこともある。

#### 2ちゃんねるまとめ
1999年に始まった「2ちゃんねる」（後の5ちゃんねる並びに2ちゃんねる.sc）は、インターネット黎明期からコアユーザーに支えられ、独特のアングラ的な空気感のある場だった。2ちゃんねるの任意のスレッドを選択し、特定のテーマで書き込みをまとめたサイトは多くある。この編集とは、書き込みやレスを取捨選択して編集する、順序を読みやすく入れ替える、フォントのサイズや色で強調する、URLで張られた画像や動画の埋め込みなどである。記事作成者が意見や解説を追加したり、スレッドとは異なるタイトルを付けることもある。巨大な掲示板である2ちゃんねるに直接アクセスしなくてもまとまった情報が得られるため人気が高く、2ちゃんねるのユーザー以外にも広く読まれている。
Twitter経由で記事に触れる人も多く、ブログ運営者にもTwitterアカウントを作り宣伝するものもいる。商用サイト並みのアクセスがあるブログもあり、一説によると月額300万円にも上るという成功報酬型広告による収益を得ていたものもあるという。
電通の天野彬は「『2ちゃんねるまとめサイト』になることで、女子高生すらも読むような一般的なメディアへと質を変えていったことからも、「まとめ」という形式が新興ネットユーザーへの親和性があったことが示唆される」と述べている。
「2ちゃんねるまとめサイト」「2ちゃんねる系ブログ」「まとめブログ」「コピペブログ」「アフィブログ」など様々に呼ばれる。まとめブログの中でも、2ちゃんねるの雑多な情報から面白いスレッドをまとめ、再構築して掲載するスレ紹介系ブログ、スレまとめブログは膨大な数が存在する。2ちゃんねるのスレッドのスレを編集したものは「コピペブログ」、その中でもアフィリエイト広告を設置しているものは「アフィブログ」等と呼ばれ、どちらも揶揄的なニュアンスを有する。2ちゃんねるまとめブログをサービス上の人気コンテンツとして持つ企業としては、LINE（livedoor Blog）があり、2011年時点でlivedoor Blogの上位30位全てがちゃんねるスレまとめブログだった。FC2は2012年に2ちゃんねるから「2chの著作物を転載しているページに、一切の広告を載せない措置をお願いしたい」と要請されるなど、2ちゃんねるまとめブログが多くあった。2011年時点で、FC2ブログ上位30位のうち22が2ちゃんねるスレまとめブログであり、『やらおん!』『ニュース2ちゃんねる』などがあった。
『痛いニュース（ﾉ∀`）』など、ニュース記事に関するやり取りが行われる人気スレッド「ニュース速報版」を素材にしたニュース系ブログにも人気の高いものがあり、2ちゃんねるスレまとめを通して政治や社会に関するニュースに触れることも少なくない。多くの場合は元になる既存のニュースがあるが、マスメディアより先にまとめサイトを通じて拡散した尖閣諸島中国漁船衝突映像流出事件のように、既存のニュースがなくてもスレッドを立てさえすれば、2ちゃんねると2ちゃんねるスレまとめがニュース・メディアとして機能することもある。柏原勤は、アクセスを集める理由として「ニュースの読み解き」の機能があり、ニュースを巡るコミュニケーションの場となっていることを指摘している。そのほかの理由としては、企業や公共施設では2ちゃんねるの閲覧は制限されていることが多いが、まとめブログは閲覧できること、情報の一覧性の高さなどが挙げられる。
問題点は2ちゃんねるまとめブログ関連を参照のこと。

## 形式

### CGM
ユーザー生成コンテンツ（CGM）とは、ユーザーが参加してコンテンツを作っていくメディアである。キュレーションサービスでは、NAVERまとめ（2020年9月終了）、Togetterがこのタイプである。

### Wiki
ウィキはウィキ記法を理解すれば誰でも情報を追加・更新できるため、情報を速やかに選定・加筆してまとめサイトを作るのに適しているとされる。ウェブブラウザ上で編集が完結するため複数の人物による更新が容易である反面、匿名での荒らし行為の対象にもなりうる。多くのWikiシステムは編集履歴を保持し、バックアップの機能を有するため、荒らし行為そのものによってサイトの情報が失われることは少ない。
「ニコニコ大百科」「チャクウィキ」「ウィキア」、ウィキペディア日本語版などがこれに当たる。

### ブログ
記事を手軽に作成できるブログ形式のまとめサイト。自由度が高く、動画埋め込みなども容易なことから様々なまとめサイトに使われる。「まとめブログ」という時、表向きには企業による運営を挟んでいない、2ちゃんねるやTwitterなどの反応をまとめるタイプのブログを指すこともある。

### アプリ
ニュースや経済情報、住まいなどの生活情報、ファッションなどの情報、グルメなど多様なテーマのキュレーションアプリがある。

## 関連

### バイラルメディア
バイラル・マーケティングの手法を応用し、ソーシャルメディアでの口コミ、SNSでの拡散による集客を狙ったウェブサイトである。バイラルメディアにはインターネット上の情報を集めたまとめサイトが多いが、独自ニュースを扱い、調査報道を行うウェブサイトもある。
バイラルメディアは、文章より画像や動画が主体である。文章を主体とする従来のメディアと違い、記事をじっくり読ませることより、直感的な印象を重視する。“思わず誰かに教えたくなる”ような記事を作り、人目を引くタイトルをつけて、利用者の感覚に訴えることに重点を置く。爆発的なトラフィックにより、広告収入を得ることを目指す。利益は求めず、顧客の入り口として活用する方法もある。BuzzFeed、Upworthy（アップワージー）などが代表的なバイラルメディアとして知られる。多くその手法は、元のコンテンツを元に書かれたものであり、完全なオリジナルではない。BuzzFeedのように記事に見せかけた広告を書くネイティブ記事を使うこともある。
コンテンツの扱いはメディアによって差がある。Upworthyが扱うのは既存の外部コンテンツのみで、センセーショナルメディアと揶揄されることもある。価値があると判断したものを、共感されやすくパッケージし世の中に送り出す。数年前のコンテンツを掘り起こし、時間を超えて拡散させることもある。一方、バイラルメディアの祖と言われるアメリカのBuzzFeedは、当初は盗用との批判もあるまとめ記事が多かったと言われるが、規模が大きくなるにつれて健全化に努め、調査報道に進出。有力記者を投入して紛争地域の取材も始め、多くのベテランジャーナリストを抱えた強い影響力のあるメディアとなり、ウォルト・ディズニー・カンパニーから合計4億ドルもの出資を受けている。
2014年には国内外で、新聞社がバイラルメディアの手法を取り入れたメディアを設立する動きが見られた。30社ほどがあったが、どれも他と同じコンテンツを掲載し飽きられ、一部のサイトはオリジナルの記事を制作する。
2017年までには既にバブルはじけたとされ、Facebookは親しい人の投稿の方が目立つようにアルゴリズムを変更し、アドフラウド（広告詐欺）といった問題も提起されるようになった。

#### 日本
2014年1月時点では、日本では「バイラルメディア」という言葉はほとんど知られていなかった。とはいえ、「バイラルメディア」という言葉が日本に普及する以前から、日本にも他サイトの動画や画像を紹介するまとめサイトは存在していた。
日本では、2000年代から「らばQ」「カラパイア」「秒刊SUNDAY」のように動画や画像をキュレーションして紹介する個人のまとめサイトがある（らばQと秒刊SUNDAYはのちに企業に渡った）。2010年時点で「Authority」が発表した、ソーシャルブックマークの登録数、RSS購読数、ブログ記事の引用、Tweetsから算出した「影響のあるブログベスト100」は、1位がまとめサイトの「GIGAZINE」、2位が2ちゃんねるまとめブログの「痛いニュース（ﾉ∀`）」、3位が2ちゃんねるまとめブログの「アルファルファモザイクだった」（現：「アルファルファモザイク」）、他に「らばQ」「ライフハッカー」がランクインし、「おもしろ」カテゴリのブログは1位から20位まですべて2ちゃんねるまとめブログだった。2ちゃんねるスレまとめブログは、2009年から2011年にかけてスマートフォン、Twitter・FacebookなどのSNSの普及によって影響力を拡大した。
2014年ごろにはサイバーエージェント、DeNAなど多くの企業や個人が参入し、短期間での撤退も多くみられた。
LINE上級執行役員（当時）の田端信太郎は、2014年のインタビューで、ほとんどのバイラルメディアはどこかで見たような記事の劣化コピーであり、経済的にも儲かるわけがなく、二重の意味でダサイ、「読者も欺いているし、お金を出させているという意味で出資者や投資家も欺いている。結局、誰が得しているのかわからない。そこに悲しみを感じる」とコメントした。また、ネタの良しあしを判断するにはそれなりに経験が必要であり、「2、3人でやるのであればまだいいが、大企業が出資してやるほどのことではないと思う」と述べている。
国内では著作権侵害や虚報などによりバイラルメディアが炎上する事例が度々見られる。2016年のDeNAのバイラルキュレーションサイトに始まる炎上は規模が大きく、他の企業にも厳しい目が向けられサービスの閉鎖や記事の削除が相次いだ（後述）。
その一方、2016年に注目されたキュレーションサイトの問題を問題視し初期から検証、追及したのは、TechCrunch Japan、BuzzFeed Japanなどのネットメディアである。
2018年現在、オークローンマーケティングの「STORICO」やNAVERの「NAVERまとめ」やクックパッドの「COOKPAD」などが存在している。

## 歴史
2ちゃんねるなどのコミュニティサイトが発達し、利用者間でやりとりされる情報量が膨大になるとともに、投稿された有用な情報や創作物を個別のトピックごとに包括的にまとめるウェブサイトが出現した。運営は有志の個人によることが多かったが、2005年以降になるとウィキが普及し、誰でも編集に参加できる形式の「まとめWiki」が広まった。コンテンツをニュースブログの形式で配信する「まとめブログ」が定着しはじめたのも同時期である。2009年にはNAVERまとめなどのまとめサイトの作成に特化したWebサービスが登場した。それと前後して、情報を整理して提供する「キュレーション」という概念に注目が集まり、多くの企業がキュレーション関連のサービスに乗り出した。2014年にはDeNAがキュレーションメディア運営会社2社を合計約50億円で買収し、キュレーション事業に参入したことが報じられた。

### 主な出来事の時系列

#### 2005年まで
1998年
佐野陽光が、料理レシピの検索・投稿インターネットサービス「kitchen@coin」を開始。
1999年
5月30日、西村博之が2ちゃんねるの運営を開始。
「kitchen@coin」が「クックパッド」へサービス名を変更。
2000年
山崎恵人が個人でニュースサイト「GIGAZINE」を開始。
2ちゃんねるスレッド紹介ブログ「2ちゃんねる研究」開始（〜2002年12月）。
2001年
1月、ジミー・ウェールズとラリー・サンガーが英語版ウィキペディアを開始。
5月、ウィキペディア日本語版が開始。
11月「2ちゃんねる名スレの部屋」が開始。
2002年
3月、2ちゃんねるまとめブログ「泣ける2ちゃんねる」が開始。
2003年
湯川晃が「秒刊SUNDAY」を開始。
2004年
1月、パルモがライブドアブログで海外のエロ・グロ・ナンセンス系ニュースをセレクトして独特の紹介文を加えたまとめサイト「ザイーガ」を開始。
4月、2ちゃんねるに「ニュース速報（VIP）板」誕生。当時投稿数1位だった狼を数カ月で追い越し、大量のネタを投下。
5月、「2ちゃんねるベストヒット」が開始。
2005年
2月、VIP盛り上がりの中、yosi（insidears、当時18歳）が2ちゃんねるまとめブログ「【2ch】ニュー速VIPブログ（`･ω･´）」開始。VIP系まとめブログの祖と言われる。流れが速く人の多いVIP板を使ったことで大人気となる。同サイトがまとめることで、VIPの勢いは加速した。
12月、dqnplusが2ちゃんねるまとめアフィリエイトブログ「痛いニュース（ﾉ∀`）」（ライブドアブログ）を開始。
アメリカでYouTubeが開始。
この頃すでに2ちゃんねるの「ゲーム業界、ハードウェア」板では「特定の企業が、掲示板やブログなどを利用して、密かに競合他社の誹謗中傷を行ったり、自社製品のPRを行ったりすること」の意味で「ステルスマーケティング」という言葉が頻繁に使われていた。

#### 2006年
5月、アメリカでRichard RosenblattとShawn ColoがDemand Mediaを設立。eHowを買収し、コンテンツの価格と質を下げながらサイトを拡大。低品質なハウツー記事を量産し「コンテンツファーム」の代名詞となっていく。
6月、2ちゃんねる管理人の西村博之が規約を「書き込んだ時点で、著作権が2ちゃんねるへ帰属する」と変更。
7月、アメリカでTwitterが開始。
9月、アメリカでFacebookが一般に公開される。
11月、アメリカでハフィントンポストの共同創業者であるJonah Peretti（ジョナ・ペレッティ）が「BuzzFeed（バズフィード）」を始める。バイラルメディアの基礎を創った。
山崎恵人が「GIGAZINE」編集部を法人運営化。
2ちゃんねる内では、まとめサイト経由で一般人の参加が増えたこと、利用者増加によるシステム規制への不満などから、まとめサイトへの悪感情が生まれ、アフィリエイト収入に関する反発もあり、WHOIS情報からまとめブログ管理人の個人情報が暴露され炎上。「オタク女的らくがきブログ!」「ニャー速」といった当時人気の2ちゃんねるまとめブログがVIP板利用者たちによって閉鎖に追い込まれた。のちに「第一次ブログ連戦争」と呼ばれる。この影響で2ちゃんねるスレまとめサイトでは世代交代が起こり、「痛いニュース（ﾉ∀`）」「ハムスター速報」が台頭した。

#### 2007年
6月、清水鉄平（当時高校生）が個人ブログ「はちま起稿」を開始。ゲームの話題からのちに「2ちゃんねる」のゲーム系まとめブログ（ゲハブログ）にリニューアルし最大手のひとつに成長した。
12月、パルモが生物や超常現象、科学などを紹介するまとめサイト「カラパイア」を開始。
ぜろんぱ、らば、菅野が「らばQ」を開始。
YouTubeが日本語対応。

#### 2008年
4月、「Twitter」の日本語版サービス「Twitter Japan」が開始。
アニメ・ゲーム系の2ちゃんねるまとめサイト「やらおん!（今日もやられやく）」が開始。

#### 2009年
7月、ネイバージャパンが「NAVERまとめ」を開始。
9月、ヤフージャパンの吉田俊明が個人で「Togetter」をオープン。ロケットスタートがライフレシピ共有サイト「nanapi」をオープン。
10月、アイティメディアがフロー型キュレーションサービス「OneTopi」を開始。いわゆるキュレーションサービスで、情報をまとめる専門家として初めて「キュレーター」という言葉を使った。当事者は「アグリゲーションメディア」と呼んでいた。
2009年から2011年にかけて、2ちゃんねるまとめブログがスマートフォン・Twitter・FacebookなどのSNSの普及によって影響力を拡大する。

#### 2010年
6月、「Togetter」を運営するトゥギャッター株式会社が設立。
10月、NAVERまとめがリニューアルしインセンティブができる。この時に「キュレーション」を標榜するようになる。
11月、ヤフーがアプリ「Yahoo!ヘッドライン」をリリース。
12月、日本経済新聞がキュレーションメディアをテーマにした記事を掲載し、NAVERまとめ、Togetter、OneTopiをピックアップ。

#### 2011年
1月、GoogleのPrincipal Engineer、Matt CuttsがGoogle公式ブログで低品質コンテンツ（コンテンツミル）に警告。
2月、佐々木俊尚『キュレーションの時代』出版。キュレーションという概念が広まる。英語版Google検索で、有用でないウェブサイトの検索順位を低下させるパンダアップデートが適用される。
4月、2ちゃんねるまとめアフィリエイトブログ『痛いニュース（ﾉ∀`）』（ライブドアブログ）が月間1億アクセスを突破。
11月、ヤフーが「Yahoo!くくる」を開始。

#### 2012年
1月1日、アニメ制作会社「シャフト」のサイトに貼られたある商品へのAmazonアフィリエイトリンクが、アニメ関連情報を扱う大手ブログニュースサイト『やらおん!』のものと同じだという指摘が2ちゃんねるでなされ、ステルスマーケティングへの疑心暗鬼とアフィリエイトブログをめぐる不満が爆発、2ちゃんねるでは「ニュース速報」板から転載禁止をローカルルールとする「ニュース速報（嫌儲）」板へ利用者が大幅に移動した。この余波もあり、同時並行で「ゲーム業界、ハードウェア」板とゲハブログ最大手『はちま起稿』の抗争が発生。管理人の個人情報が暴露された他、広告代理店とのつながりが明らかになったことでステルスマーケティングの疑惑が加速、管理人の清水鉄平は16日に謝罪文を掲載し、運営は知人に譲渡し自身は管理・更新から手を引くとした。一連の騒動はのちに第二次ブログ連戦争と呼ばれた。
1月、グノシーがアプリ「Gunosy for iOS」リリース。
2月、グノシーがアプリ「Gunosy for Android」リリース。はてなブックマークにソーシャルニュースのキュレーション機能が追加。
3月、アメリカでバイラルメディア「Upworthy」が開始。
6月、ねとらぼが「そのまとめ、転載だよ。知らないのかい? 悪質な「転載まとめ」に非難の声 リツイート数は元記事の40倍」という記事を掲載。「東京黎明ノート」に掲載された「週刊少年サンデー」編集者のインタビュー記事を『やらおん!』が転載、これに対する石橋の「曲解というか捏造ですねw」という発言を受け『やらおん!』は訂正・謝罪なしに記事を削除。これが問題になり、2ちゃんねるはそれまで問題のあったまとめブログも含め、『やらおん!』『ハムスター速報』『はちま起稿』『オレ的ゲーム速報@刃』「【2ch】ニュー速VIPブログ（`･ω･´）」に対し転載禁止を宣言。国会議員の片山さつきがこれを受け、Twitterで「韓国がアメリカに従軍慰安婦の記念碑を建てる」という『ハムスター速報』の転載記事をツイートした後「みんな、ハム速を守ろう!」「ハム速、正すべきこと正し、保守系として頑張れ、の何が問題?」とツイート、虚偽情報を拡散したことがあるなど批判も多い『ハムスター速報』を擁護していること、国会議員が2ちゃんねるまとめサイトで情報収集していることに驚きと困惑が広がる。
7月10日、2ちゃんねるのまとめでアフィリエイトサイトをするにはニコニコ大百科に自サイトの記事を作るという登録が必須になる。
7月19日、2ちゃんねるがライブドアとFC2に対し、刺激的な内容の記事で広告収入を得るシステムが無断転載を引き起こしていると指摘、2ちゃんねるの著作物を転載をしてるページに「一切の広告を載せない措置」を行うよう警告。
7月、「Yahoo!くくる」が終了。日本語版Google検索で、有用でないウェブサイトの検索順位を低下させるパンダアップデートが適用される（Googleはまとめブログ対策も行ったと言われる）。
8月、中川綾太郎がペロリを設立し、女性向けファッション情報のキュレーションサイト「MERY」をオープン。
11月、2ちゃんねるのまとめを装い、出会い系サイトやペニーオークションなどへ誘導する「カモフラージュ広告」について2ちゃんねる管理人の西村博之が警告し経緯・報酬の開示を要求。10サイト以上が謝罪文を掲載し、広告掲載に至った経緯や具体的な広告出稿料について説明した。
12月、スマートニュースがアプリ「スマートニュース」をリリース。

#### 2013年
7月、ヤフーが「Yahoo!ヘッドライン」をリニューアルし、ニュース専門アプリ「Yahoo!ニュース」をリリース。
12月、サイバーエージェント出身の村田マリが住まい・インテリア関連情報のキュレーションサイト「iemo」を開始。
SNSの隆盛やスマートフォンが普及したことで、アメリカのバイラルメディアの祖「BuzzFeed（バズフィード）」が2013年に入り急成長。月間訪問者数約1億3000万人となり、既存メディアを凌ぐ存在となった。

#### 2014年
2月、2ちゃんねるの「なんでも実況J」板でユーザーが画像トラップ（偽装gif）を作成。これを掲載したポケモン系まとめサイトが炎上し、管理人がwhois情報から個人情報、大学を特定され、同大学には「アフィリエイトサークル」が存在するとの情報も投稿され騒動が加速。これをきっかけに多くのまとめサイト管理人の個人情報が暴露され、彼らに対し迷惑行為が行われ、10サイト以上が閉鎖した。
3月、2ちゃんねるの「ニュース速報（VIP）」「なんでも実況J」「モ娘（狼）」（ハロプロ@2ちゃんねる）「ニュース速報+」「ニュース速報」などの人気板が相次いで転載禁止になる。
4月、2ちゃんねるの運営がN.T.Technologyのジム・ワトキンスに移る。サイバーエージェントがバイラルキュレーションメディアを下期に約10サービス提供開始予定と発表、総合エンターテイメント系の「Spotlight（スポットライト）」「BUZZHOUSE」を開始。
5月、サイバーエージェントがゲーム系のバイラルキュレーションメディア「GAMY-すごいゲーム速報」、総合エンタメ「EQLAIR」（2か月弱で閉鎖）、女性ファッションのSELECTY（12月にサイト名を「by.S（バイエス）」に変更）、10代女子をターゲットにした「sharely」（3か月で閉鎖）、ママがターゲットの「Recolle（リコレ）」（終了日時不明。2016年12月時点でコンテンツはゼロ）を開始。
6月、「ニュースサミット」（dmg::events Japan主催）で堀江貴文がニュースキュレーションサイトは「10倍のポテンシャルはある」と述べ、情報過多の現状でのウェブでのキュレーションの必要性を説く。サイバーエージェントがショッピング情報に特化したキュレーションメディア「AmebaCOCO」（3か月で閉鎖）、Twitterの面白画像紹介「Omorrow」（4か月弱で閉鎖）を開始。
7月、Yahoo!の子会社TRILLが発足、「TRILL（トリル）」が開始。アメリカの「BuzzFeed（バズフィード）」で41の記事の盗用が発覚、記者が解雇された。
8月8日、DeNAが医療情報サイト「Medエッジ」を開始。MERYの元キュレーターが、「MERY」は記事を盗用して検索で元記事より上位に表示されるうえに、リンクがnofollow扱いであり、アフィリエイターから大バッシングを受けていると批判。
8月26日、成瀬勇輝と久志尚太郎が立ち上げた旅系バイラルメディア「旅ラボ（TABI LABO）」（編集長・佐々木俊尚）が海外のバイラルメディアの記事を無断翻訳し掲載。「旅ラボ（TABI LABO）」は28日に「サイトに公開されている記事の一部に、参照元の表記漏れ」と謝罪。ブロガー・評論家のやまもといちろうが「紙媒体でやれば廃刊のレベルの不祥事」と評する。
8月29日、アイティメディアの「OneTopi」が終了。
8月、井出一誠が旅情報の「Find Travel（ファインドトラベル）」を開始。在日コリアンのフリーライター李信恵が、ネット上の匿名掲示板・2ちゃんねるなどの差別発言を選択・抽出し編集し「出て行け」「死ね」などを強調して加工し掲載した「保守速報」を提訴。
10月、DeNAが「iemo」「MERY」を合わせて50億円で買収。KDDIが「nanapi」を運営する株式会社nanapiを買収し子会社化。
11月、安倍晋三の秘書が22日に自身のFacebookで2ちゃんねるまとめサイト「保守速報」の「民主党が小学4年生のふりしてアベノミクス解散に疑義を唱えるステマサイト開設か!?ネット炎上」という記事を紹介、24日頃に安倍が自身のFacebookでシェア。批判を受けて削除した。
11月から2015年5月まで、Yahoo!の子会社TRILLが「TRILL（トリル）」で「広告表記のない記事広告」を掲載するステルスマーケティングを行う。
12月、サイバーエージェントの「BUZZHOUSE」がブロガーの写真を盗用し、抗議を受け謝罪。DeNAがレシピ・食卓の「CAFY（カフィ）」を開始。
ライターのヨッピーが、悪質なバイラルメディア「BUZZNEWS」に対し、自身の画像を無断転載されたことをきっかけに、周囲の被害を受けたライターを取りまとめて弁護士を依頼し、運営会社WebTechAsiaに「刑事訴訟するか、和解するか」を迫った。BUZZNEWS側は著作権侵害を認めて謝罪文を掲載、被害者に一定の和解金を支払うといった和解条件にも応じた。
日本でニュースアプリの競争が激しくなる。

#### 2015年
2月、高橋敦彦の「A!@attrip」が他人の作成した文章や写真などを無断盗用していたことを謝罪し全記事削除。WebTechAsiaの「BUZZNEWS」がサイトを閉鎖。なお「BUZZNEWS」側は「（バイラルメディアとしての）役割を終えたと判断」したことによる「サービス終了」としており、著作権問題については和解が成立していると発表している。バイラルメディアの乱立と共に閉鎖が目立ち、運営のモラルも問題視された。
4月、DeNAが旅行情報「Find Travel（ファインドトラベル）」を運営するFind Travel（代表取締役：井出一誠）を買収し子会社化。男性ファッション「JOOY（ジョーイ）」開始、妊娠・出産・子育てに特化し「cuta（キュータ）」の提供を6月より開始と発表し、住まい・インテリアの「iemo（イエモ）」、女性向けファッションの「MERY（メリー）」、レシピ・食卓の「CAFY（カフィ）」と合わせ計6つとなる。DeNAは、自社のキュレーションプラットフォームを2015年12月末までに合計10サービスまで拡大する予定と発表。
サイバーエージェントの「Spotlight（スポットライト）」で、ライターが一般ブロガーの写真を盗用して記事を執筆・掲載。ブロガーからの抗議に対して「盗用とは言えない」「（盗用されたブロガーが問題を指摘した際の）ブログの内容が辛辣で大変傷付いた」などと応じ注目を集める。
5月、サイバーエージェントのエンタメ系バイラルキュレーションサイト「BUZZHOUSE」が終了。
夏ごろからディー・エヌ・エーのキュレーションサイトで記事を大量生産する方針に傾き、質より量が重視されるようになる。
9月、Yahoo!の子会社TRILLが「TRILL（トリル）」で「広告表記のない記事広告」を掲載していたことを謝罪。
10月、DeNAがヘルスケア情報の「WELQ」を開始。キュレーションサイトantenna（グライダー・アソシエイツ）が提携メディアを約400から250に絞り込み、ハフィントンポスト、TABILABO、MERY、iemo、FindTravelなどの記事の掲載を終了。
11月、2ちゃんねるまとめブログやまとめサイトを運営するには、2ch.netの所有者であるRaceQueenからコンテンツの使用許諾が必要になる。
12月、ライブドアブログを運営するLINEが「はちま起稿」と「オレ的ゲーム速報@刃」をブログオブザイヤーに認定。

#### 2016年
1月、アメリカの「BuzzFeed」が日本に進出。DMM.comが『はちま起稿』を非公式に買収し運営を開始。
2月、DeNAが医療情報サイト「Medエッジ」を終了、一部の記事を「WELQ」に移す。
7月、サイバーエージェントが非公式に「by.S」でユーザーが自由に登録・記事を公開できる仕組みを廃止し、認定ライターだけが投稿できる体制に変更。
8月、ネット行動分析サービスを提供するヴァリューズが2016年上半期サイト訪問者数の動向を発表。サイト訪問者数の伸び率は1位・旅行情報の「Find Travel」（DeNA）が前年比306.8%、2位・女性向け情報エンタメ情報の「LAUGHY」（Laughy）が前年比274.0%、3位・インテリア情報の「iemo」（DeNA）が前年比271.9%と、ここ最近立ち上がった旅行や生活、ファッションにまつわるキュレーションメディアの前年比の訪問者数が大幅に向上しているとコメント（なお「LAUGHY」の運営元Laughyは会社情報がないが、実際の運営元はSpeeeである）。アフィリエイトやSEO（WEBサイトの検索順位を上げるための最適化技術）の関係者がソーシャルメディア上で、WELQを含むDeNAのキュレーションサイトの記事はSEOが強すぎると懸念を示す。
9月、医学部出身のライター朽木誠一郎がWELQの問題を記事として発信。
10月上旬、一部の記事で画像の無断利用があったことを受け、Yahoo!のグループ会社が運営する「トリル」は外部筆者が書いた記事の公開を中止。SEOの専門家辻正浩がTwitterで、Googleで「死にたい」と検索するとWELQの記事がトップに表示されるが、転職サイトの自己分析サービスのアフィリエイト広告が掲載され、記事内容も鬱病の人が読むと症状を悪化させる可能性があり不適切と指摘。
10月28日、BuzzFeed Japan がWELQの医療情報の無責任な内容、SEO、大量生産体制の問題点を記事にする。
10月、DMM.comが非公式に運営していた「はちま起稿」をインサイトに売却。11月23日以降、医師がSNSでWELQの記事の間違いを相次いで指摘。
11月26日、花王がWELQの記事広告の停止を伝え、27日にキュレル、28日にヘルシアが取り下げられた。
11月30日、ライオンがWELQの自社のラクトフェリンの効果を過度にアピールする記事（他社の販売サイトにアフィリエイトリンクが張られていた）に一切関与していないと発表。
情報の不正確性、無断盗用や制作体制を巡る問題で、DeNAが運営するヘルスケア情報キュレーションメディア「WELQ」を始めとした9サイトを12月1日までに非公開化した。
11月、サイバーエージェントが非公式に「Spotlight」でユーザーが自由に登録・記事を公開できる仕組みを廃止し、認定ライターだけが投稿できる体制に変更。
12月1日、リクルートがファッションやグルメ情報の「ギャザリー」で、ヘルスケア関連の記事を中心に、全体の4分の1にあたる約1万6000件の記事の公開を中止した。TechCrunch Japanが、DeNAのキュレーションサイトの立ち上げに悪質なバイラルメディア「BuzzNews（バズニュース）」（2015年閉鎖）の関係者が関わっていたと報道。NAVERまとめがインセンティブ3倍キャンペーンを開始。
12月1日-2日、サイバーエージェントが「Spotlight（スポットライト）」の医療・健康関係の数千件の記事、「by.S」の約3万5000件の内数パーセントにあたる記事を非公開にした。
クラウドソーシング事業を行うランサーズが12月5日、クラウドワークスが8日、企業がライターに依頼する際に、記事の無断転用やリライトを禁止する指針を公表した。
12月6日、Laughy（Speee）の女性向けエンタメ情報の「LAUGHY」、Jenny（Speee）の美容系の「femit」が非表示に。
12月7日、DeNAが謝罪会見を行った。
12月8日、サイバーエージェントが「Spotlight（スポットライト）」「by.S」の記事非公開の範囲を拡大し、両サイトで登録ライターが投稿した記事をすべて非公開にした。取り下げられた記事は合計で10万件弱。
12月9日、リクルートがアニメ口コミ・レビューサイト「アニプラ」、エンタメメディア「kulture」などの4サイトを著作権侵害およびその可能性があることが判明したとして終了。
12月28日、ねとらぼの報道を受け、DMM.comが「はちま起稿」を2016年1月から10月まで運営していたと認める。

#### 2017年
1月20日、『アサヒカメラ』2017年2月号にて「写真を無断使用する“泥棒”を追い込むための損害賠償&削除要請マニュアル」を掲載。まとめサイトに無断転載された写真を削除するための手引きを掲載したところ、書店で売り切れる事態が発生。2月20日に発売された同2017年3月号にも再掲された。
2月3日、Googleがウェブマスター向け公式ブログで「日本語検索のアルゴリズムを変更した」と発表。日本語検索で表示される「検索結果のより上位に自ページを表示させることに主眼を置く、品質の低いサイト」への検索エンジン最適化対策を意図している。Googleが日本語検索エンジンのアルゴリズム変更を公式発表するのは珍しいと専門家は述べている。
2月8日、DeNAは2017年度第3四半期（3Q：4-12月）の決算説明会で、キュレーション事業の3Q累計決算について38億5900万円の減損損失を計上した。現状ではキュレーション事業再開のめどは立っていないと発表。
2月24日、2016年10月にDMM.comから「はちま起稿」の事業を譲渡されていたインサイトは別会社への譲渡を完了したことを発表、譲渡先は非公開。
3月13日、ディー・エヌ・エーが第三者委員会の報告を発表。キュレーション事業における著作権侵害の実態やリスク管理の甘さ、記事内容に関するクレームへの責任回避的対応、iemo・MERY買収前の社内からの警告が生かされなかったこと、社長の守安功が現場に相談なく高い数値目標を掲げ、キュレーション事業の無理な拡大が目指されていたことなどが指摘された。村田マリら関係者には「就業規則に基づく処分」を行ったとしたが、詳細は明らかされなかった。会長の南場智子が代表取締役に復帰しツートップ体制に、守安は月額報酬を50%減額、MERYを運営した子会社ペロリの社長中川綾太郎は辞任、キュレーション事業を統括した村田マリは諸役職を辞任する意向を表明した。
5月31日、リクルートが生活情報キュレーションメディア「ギャザリー」を、「一次権利者の権利保護を図ることが、現状において困難」であり、今後の持続的な成長も見込めないとして終了。
6月10日、5000人以上の医師が参画し記事を監修しており、信頼できる医療・健康情報のための倫理標準であるHONcodeの条件を満たしていると標榜する健康情報サイト「ヘルスケア大学」（リッチメディア）が、以前参加していた医師による「内容に間違いや不正確な点がある」という指摘、各メディアでの「医師本人が知らぬ間にヘルスケア大学に登録されている」という報道等を受け、未確認の医師情報を確認が取れるまで一時非掲載すると発表。
11月16日、フリーライターの李信恵が、「保守速報」の記事をめぐって名誉を傷つけられたとして、「在日特権を許さない市民の会」と「保守速報」を提訴し、大阪地方裁判所は、保守速報の管理人に対し200万円の賠償命令の判決を言い渡した。まとめサイトに対する初の損害賠償による判決例である。
12月6日、Googleは日本語検索において、医療や健康に関する検索結果の改善を意図してページの評価方法をアップデートした。Googleは医療・健康に関連する検索のおよそ60%に影響すると述べており、SEO専門家の辻正浩は、WELQ後に実施された健康・医療分野の改善としては最大で、健康関連の検索に限れば検索順位の変動として前代未聞の規模であると評価している。WELQ的な手法で運営されていた医療・健康に関するサイト、「いしゃまち」「ヘルスケア大学」などの記事を大量生産する手法で運営されていたメディアやNAVERまとめやYahoo!知恵袋などのCGMサイトが順位を落とした。
東名高速道路夫婦死亡事故について、北九州市の石橋建設工業が容疑者と関係があるかのようなデマがネット掲示板に書き込まれ、まとめサイトなどで拡散された。石橋建設工業には苦情の電話が殺到し業務にも支障が出たため、被害届を出した。これを受け福岡県警は12月22日に、名誉毀損容疑で複数の人物を家宅捜索した。

#### 2018年
1月20日、問題視されていた「オレ的ゲーム速報@刃」のTwitterアカウントがツイッタージャパンに凍結される。
1月29日、俳優の加藤晴彦が逮捕されたというデマをまとめブログ等が拡散した。
2月19日、「はちま起稿」がニュースサイト「BUZZAP!」のネタと画像を盗用しており、「BUZZAP!」が盗用されたと記事を公開した。
3月9日、ゲーム攻略まとめサイトを運営するヘイグの社長の菱沼祐作が『北斗が如く』の攻略情報を盗用したとしてGameWithを名指しで非難。15日に謝罪を受ける。
5月3日、日本経済新聞が任天堂の新社長に取材し『任天堂・古川次期社長「スマホゲームで1000億円」 「スイッチ」は中東、東南アジアに拡販』とタイトルで記事にしたが「オレ的ゲーム速報@刃」が日経の記事を捏造し「スイッチはもういい」とタイトルにつけ捏造記事を拡散し炎上した。
5月23日、「netgeek」が朝日新聞が首相動静を証拠隠滅のために削除したとデマを拡散した。
6月1日、タレントのJOYが2018年5月30日のサッカー日本代表戦についてラジオで酷評コメントをしたとの内容がまとめブログで拡散されたがその日はラジオもなく本人も否定するデマであることが分かった。同日、「保守速報」にセイコーエプソンの子会社の広告が掲載されたが、第三者による社内規定違反の報告があったため広告出稿停止の措置を取った。その後社内規定違反の報告の動きはより多くの会社へと実施され、保守速報からはすべての広告が消えた。
6月24日、保守系まとめサイトの「アノニマスポスト」「保守速報」が、がん治療中の沖縄県知事の翁長雄志を中傷する内容の記事を載せ、がん患者への冒涜だ等と批判を浴び炎上した。しかし記事は削除したものの謝罪記事は載せていない。
7月30日、アニメ演出家の山本寛が「やらおん!」管理人の個人情報が記載された弁護士からのメールを、モザイクをかけた上で公開する。
9月17日、「オレ的ゲーム速報@刃」のTwitterアカウントが再びツイッタージャパンに凍結される。「オレ的ゲーム速報@刃」は凍結異議申し立てを行い、その後、Twitterアカウントの凍結が解除されたことが確認されている。
9月29日、永江一石がnetgeek運営者の個人情報に対して20万円の賞金を掛ける。
11月19日、永江一石らが「netgeek」に対し、名誉毀損や著作権侵害などの被害を受けたとして集団訴訟を起こす準備を始め、原告団に加わる被害者を募ると表明した。
12月12日、最高裁判所は「保守速報」の上告を棄却し李信恵が勝訴。「保守速報」に200万円の賠償を命じる。転載やまとめに対しても損害賠償請求が認められた初めてのケースとなった。

#### 2019年
4月8日、「netgeek」に対する集団訴訟が起こる。
4月13日、「オレ的ゲーム速報@刃」のアカウントや「IT速報」などのアカウントが、任天堂を名乗る人物のDMCA申請により凍結される。なお実際に任天堂が申請したかは不明。

#### 2020年
1月24日、日本放送協会（NHK）は2019年7月18日に発生した京都アニメーション放火殺人事件で事件発生直後にNHKのディレクターが遺留品を回収しているかのように加工した画像を拡散してNHKの社会的評価を低下させたとして、「LH MAGAZINE」の編集長に対して、損害賠償と同サイトでの謝罪広告の掲載を求めて、同日付で東京地方裁判所に提訴したと発表した。
1月30日、ドイツの通信社DPA通信が中国での新型コロナウイルス感染拡大を受けて、国際オリンピック委員会（IOC）が世界保健機関（WHO）などと連絡を取り合っている旨を報じたが、「BUZZAP!」が出典元には書かれていない「東京オリンピック中止か」を見出しとして掲載し、SNS上などで拡散される事態となった。なお、大会組織委員会や小池百合子東京都知事は中止の情報について、デマであるとして否定している。
5月5日、「やらおん」が5ちゃんねる等で声優の石川由依が殺害予告の被害届を警察に提出した件について、犯人をアニメ監督のたつきとそのファンと断定する。翌6日にたつきも自身も殺害予告を受けており警察に被害届を提出したことを報告し、「やらおん」の名前を出すことなく抗議した。「やらおん」は記事の削除のみにとどめ謝罪はしていない。
9月、NAVERまとめが終了。

#### 2022年
9月5日に発生したバス3歳女児死亡事件ついて、事件があったこども園とは無関係の男性の個人情報がネット上で拡散された。まとめサイトでは男性が経営する製茶工場が「理事長の実家」と紹介され、不審な電話をかけられるなどの被害も受けた。
9月25日、「ツイッター速報」は故安倍晋三国葬儀に参列するIOC会長トーマス・バッハの宿泊費に関して「【悲報】国葬に参加のIOCバッハ会長、今回も一泊250万円のホテルに宿泊か」という見出しの記事を配信したが、BuzzFeed Japanはそのような報道は見つからなかったとしている。また外務省も「海外参列者の旅費や滞在費を負担することはない」と否定している。
12月5日、にじさんじのANYCOLORとホロライブのカバーが共同で所属バーチャルYouTuberの誹謗中傷に対して協業を宣言。それに前後して対立煽り系まとめサイトがにじさんじとホロライブの記事を終了または撤退している。

#### 2023年
11月、複数の俳優が国政政党「れいわ新選組」を応援している旨のメッセージを載せたまとめサイトが確認され、俳優の所属事務所を始め、れいわ新選組もそのサイトや応援を否定する事態になった。このサイト作成者はメディアの取材に対し、「該当記事は生成人工知能（AI）に書かせたものであり、その芸能人が実際にれいわ新選組を応援しているかどうか確認せずに掲載してしまった」と説明している。

#### 2024年
まとめサイトとは別にYouTubeで「ネットの反応集」と題したYouTubeチャンネルが乱立する。

## 問題点

### 情報の信頼性と著作権侵害
インターネット上の情報を集めたまとめサイトは、不適切な引用、無断盗用など、著作権に関する問題が起きやすい。著作権侵害の問題と情報の信頼性の問題は本来別であるが、運営の無責任さから両方の問題が共に起こることが多く、一緒に論じられることが多いため、ここでまとめて扱う。
名古屋大学の日比嘉高は、「まとめサイトには、実際の取材は行わず、検索エンジン上位の情報を集めただけの低質で無責任な記事も多く、そういった記事の乱造で儲けようとする悪質な業者たちもおり、悪質なデマや憎悪を意図的に流す人間もいる。ページ閲覧数と、それによる広告費、名声や反響だけを追いかける風潮が、情報の正確さや誠実さ、正義を追いやってしまい、本当に価値あるリサーチが貧弱化し、嘘がまかり通るようになるという弊害がある」と述べている。
日経デジタルマーケティングの小林直樹は、悪質なキュレーションサイトがはびこることで、「真面目に手間ヒマかけてメディアを運営する方がバカを見る」といった厭世的な空気が、ネットメディアの間にあると指摘している。
DeNAが運営しているヘルスケア情報まとめサイト『WELQ』は、内容に問題のある記事が多くあるが、検索結果では上位に出てくる為に問題視され、2016年秋に炎上した。これを受け、東京都は医薬品、医療機器等の品質、有効性及び安全性の確保等に関する法律（薬機法、旧薬事法）に違反している可能性があるとして、12月に聴取を行った。DeNAは12月にこの件について謝罪し、同社が運営しているキュレーションサイトを全て非公開とし、第三者委員会を設置して調査し、原因究明を行なうと発表した。この問題は11月-12月に他社にも広がり、リクルート、サイバーエージェント等が運営しているキュレーションサイトも、内容に誤りや著作権侵害の疑いのある記事を非公開にした。運営サイトの一部の記事を非公開化したリクルート、サイバーエージェント、ヤフーは、朝日新聞の取材に対して、「著作権の問題や事実関係を確認する体制は不十分だった」と述べた。
外部コンテンツ盗用で閉鎖したバイラルニュース・サイト『BuzzNews（バズニュース）』を閉鎖に追い込んだライターのヨッピーは、以前からメディア業界には、お金が儲かれば何をしてもいいという人々と、メディアはちゃんとしなければと考える人々の争いが水面下であり、『WELQ』に始まるキュレーションサイトの騒動は、その関ヶ原のようなものだったと評している。
DeNA側が著作権侵害を指示していたのではないかと言われていたが、第三者委員会は各サイトのマニュアルには他サイトの文章をそのまま記載する「コピペ」を禁止する文言があるものの、ライターへのアンケートで、回答者の3分の1が「コピペ禁止と言いながら実態としてはコピペを推奨していると感じた」と回答、理由として他サイトを参考にするよう指示されたから、コピペを多用しないと届かないだけの執筆本数を目標設定されていたからと証言した、と報告した。
一連の騒動では、このような問題の多いメディアに広告を出していた企業や広告代理店も問題視されている。東京都はDeNAの担当者に話を聞くとともに、記事に掲載を依頼した広告主についても調査を進める考えとしている。
月刊『創』編集長の篠田博之は、事件を起こし逮捕された人物に接見をして取材をしているが、まとめサイトについて事件を起こした人物の事実誤認の情報の寄せ集めて写真を載せたまとめサイトが検索エンジンの上位に来ていることには、いつものことながらため息が出るとし、情報発信には裏を取るという当たり前の常識がネットには通用しないと嘆いている。例として女優の三田佳子の次男が、覚醒剤で4度目の逮捕の事件について、1回目の逮捕時から次男にお小遣い50万円を渡していたことは否定されているが、「まだインターネットでは『既成事実である』かのように書かれている」と述べている。

#### 各社の動き
ヤフーは2016年10月に、女性向けファッション情報のキュレーションサイト「TRILL（トリル）」で、記事の画像が他サイトから無断で転用されていたとして、外部ライターに外注した記事を全て削除した。
リクルートは非公開と削除の理由について、著作権侵害の可能性があるものは非公開とし、著作権侵害が明確であるアニメの情報サイト『アニプラ』は削除し終了した。
元祖キュレーションサイトのNAVERまとめを運営しているLINEの島村武志は、今回の騒動を受けまとめ情報の質の向上を目指すため新方針を発表したが、『BuzzFeed Japan』からのインタビューに対して、過去の記事については見直す計画はないと答えた。その一方、NAVERまとめの削除の手続きは、権利者側に負担が多いとして批判も少なくない（詳細はNAVERまとめ#問題点を参照）。

#### リーチサイト
リーチサイトとは、漫画などの海賊版ファイルを直接掲載しているわけではなく、直接掲載されているサイトのリンクを集めたまとめサイトのことである。著作権法に触れるかどうかはグレーな状態であるため、摘発することは難しいといわれている。（海賊版）漫画を無料で読むことができるリーチサイトについて、大阪府警察などが著作権法違反容疑でサイト運営者の関係先を家宅捜索し、立件の可否を検討してる。

### ミスリード問題
まとめサイトはアフィリエイト広告で収入を得ているためアクセスがとても重要であり、そのためにミスリードを行うことがある。実例で東京の内装会社「ビルゲイツ」が破産したのだが、まとめサイトではマイクロソフトで有名な大富豪ビル・ゲイツと勘違いさせてアクセスを得るため、記事のタイトルを「ビルゲイツ破産は、本当だった」とわざと内装会社の情報を省いて釣るような行為をし、批判を浴びた。

### ストローマン論法問題
ストローマン論法（藁人形論法）は、2ちゃんねるまとめサイトが日常的に使っており、大きな社会問題となっている。芸能人や著名人ほど被害に遭いやすい。実例では声優の原田ひとみが、まとめサイトにストローマン論法を度々やられて、叩くための標的にされているとTwitterで被害を訴えている。

### メディアかプラットフォームか
CGM形式をとるまとめサイトの運営には、実態はどうであれ、自分でコンテンツを作るメディアではなくプラットフォームであるとして、記事に対する責任を回避しようとする傾向がある。
法政大学社会学部准教授の藤代裕之は、2016年のディー・エヌ・エーに始まるの騒動の本質は「そのサービスが情報を流通させる基盤となる『プラットフォーム』なのか、自ら情報を生み出してその内容に責任を追う『メディア』なのかという点にある。ネット情報の信頼に関わる構造的な問題が根底に横たわっている」と述べている。
ディー・エヌ・エーは、運営するキュレーションサイトはメディアではなくプラットフォームであると主張していたが、ほとんどの記事がクラウドソーシングで発注して作成され、10サイト中8サイトにおける一般ユーザー投稿記事の割合は5%以下であった。ディー・エヌ・エーのキュレーション事業問題に関する第三者委員会は、プラットフォームではなくメディアであり、ディー・エヌ・エーは投稿記事に責任を持つと結論づけた。

### クラウドソーシング会社の問題
クラウドソーシング会社はクラウドワークス、ランサーズ等がある。このクラウドソーシング会社に登録するとクライアントが募集している仕事を引き受けることができるのだが、そのクライアントの中にはキュレーションサイト、2ちゃんねる系まとめサイトの運営者等もおり、無断転載や剽窃などをはじめとした記事作成の仕事依頼を出したりしている。このためクライアントの審査をしないクラウドソーシング会社も含め問題となっている。
SEMリサーチの渡辺隆広は、Googleの検索はDeNAがキュレーションサイトで行ったような、クラウドソーシングを活用して記事を乱造するというスパム的手法にひどく弱く、クラウドソーシングがスパムを支える構造になっていると指摘している。
DeNAの問題でクラウドワークス、ランサーズが新指針を発表し上記のような仕事依頼は禁止するとしている。WELQ記事を寄稿していたというライターは、ねとらぼの取材に対し、クラウドソーシングサイトの「ディレクター」が直接ライターと交渉・記事の細かい指示を行っており、DeNAだけでなくクラウドソーシング側にも大きな責任があり、共犯でないか。クラウドソーシングサイトがこのままの体制で続けば、半年もすれば同じことが起こるだろうと述べている。

### 個人情報の暴露・アーカイブ化
SNSの情報を集約したり、掲示板で暴露されたものなど、個人情報がまとめサイトでアーカイブ化され広く拡散することがある。NAVERまとめでは、ネット上で騒動を起こした人物の彼女の情報がさらされたこともある。LINEの幹部社員がこのまとめを自身のFacebookで拡散していた。
間違った個人情報が拡散されることもある。NAVERまとめでは、AV女優と同姓同名の女性社長の写真が、有名人と付き合っていたAV女優として間違えて掲載されていた。本人の抗議を受けても記事はすぐに削除されなかった（現在は削除されている）。
日経デジタルマーケティングの小林直樹は、「NAVERまとめに人間の尊厳に対する配慮が欠落している可能性がある」と懸念を表明した。

### ネタバレ
2014年3月5日、『ナルトちゃんねる』のネタバレ記事に対し出版社が警告を行い削除をさせた。出版社は今後、ネタバレ・まとめサイトについては警告なく法的手段とる可能性もあるという。

### 誹謗中傷、弱者たたき、ネットリンチ
ライターの星井七億は、表向きには企業による運営を挟んでいない、2ちゃんねるやTwitterなどの反応をまとめるタイプの「まとめブログ」は、社会的弱者や少数派などの社会性の強いテーマを扱う時、読者の共感を呼びやすいよう「弱者たたき」「少数派たたき」に向かう傾向があると指摘している。
特定のニュースを「転載」する際、数々の「まとめブログ」が意図的に扇情的な記事を作り上げ、騒動を拡大させることがあり、ブログサイドは「運営の主張ではなく、ネット上の反応を転載したにすぎない」と主張することがあるが、企業のメディアよりも拡散力や影響力が強いまとめブログもある現状では、「個人の運営だから」「単なるネットの反応の転載だから」で責任逃れできることを許していていいのか真剣に考える時期に来ていると述べている。
NHKではネットリンチ特集を放送、放送前にNHKのWEBサイトに内容をまとめたものが掲載され加害者側の代表としてまとめサイト『オレ的ゲーム速報@刃』の管理人にインタビューした内容が載っていたが、優良まとめサイト管理者のような印象を与えかねないとNHKに批判が殺到した。NHKは追記で悪質まとめサイトだなどの情報が多く寄せられているが、実態を知るために取材したと釈明した。
2014年8月15日、在日韓国人のフリーライター李信恵が、民族差別的な発言で名誉を傷つけられたなどとして、『保守速報』に対して約2200万円の損害賠償を求める訴えを大阪地裁に起こした（18年12月、主張認容。被告に賠償が命じられる）。弁護団によると、いわゆるヘイトスピーチを巡って個人が賠償請求する訴訟は初めてである。李信恵は、まとめサイトの管理人の多くが匿名であるが、「自分自身は安全な場所にいて差別をあおり、それを商売にする。そのことも許せないと思っていました。ネットに匿名はない、調査すれば特定できる、差別や誹謗中傷は訴えられるということがわかれば、再発防止につながるのではないかと考えました」と訴訟に踏み切った理由を述べている。

### 広告
日経デジタルマーケティングの小林直樹は、紙媒体と異なり、ネットでは出稿メディアの質の良し悪しを見極めようという意識が希薄だと指摘している。悪質なキュレーションサイトは広告が支えているため、広告という資金源を絶たなければ盗用問題は改善しないという指摘もある。
信憑性の低い健康情報が掲載されているサイトに広告を掲載した場合、その広告の商品のイメージも下がるというアンケート結果もある。
まとめサイト風のウェブサイトを使って閲覧者をアダルトサイトや金融取引に誘導しようとするステルスマーケティングがあり、国民生活センターに寄せられたこういった業者に関する相談件数が、2014年度までの3年間に増加した。
2017年、牛角や吉野家などの有名企業の名前やロゴを無断で使用し、「吉野家牛丼15000円分食べ放題キャンペーン」といった偽キャンペーンを行うポイントサイトが問題になった。これら悪質ポイントサイトは、まとめサイトなどに掲載される「2ちゃんねるまとめ風広告」が主な入り口となっており、ねとらぼの取材に対し関係者はまとめサイトや広告代理店も協力関係にあり共犯と述べている。
2018年、まとめサイト「保守速報」に掲載された広告をセイコーエプソンの子会社エプソン販売が取り下げた件について専修大学の山田健太は、まとめサイトはアクセス数の為に差別的な書き込みをしており、これが広告収入となっていると指摘しセイコーエプソンの対応をネットの行き過ぎた表現に対して抑える効果があると述べた。

### 運営者の不透明性
2016年にDMM.comが「はちま起稿」を非公式に買収しており、DMM.comの会長亀山敬司がインタビューで管理人を退いているはずの清水鉄平を管理人と呼ぶなど、運営主体が不明瞭なサイトがあり、実態の不明な会社が運営するものもある。
某まとめサイトを運営していた元管理人は、まとめサイトが匿名で運営される理由として、訴訟の回避のほか、脱税を挙げている。また、個人ではなく企業が運営するまとめサイトも増えてきており、24時間休まず更新していれば、ほぼ企業運営だろうと述べている。
日本青年会議所（JC）の「宇予くん」炎上事件の時に流出した資料によると、インターネットメディアを使って工作活動を行う企業やプロは存在しており、報酬は数百万円かかるとされている。
企業運営である事が明らかになっているまとめサイトは、『はちま起稿』以外に『秒刊サンデー』（メディアーノ）、『VIPPER速報』（デザート）、『ガールズVIPまとめ』（スタークラウン）、『カラパイア』（ミンキュア）などがある。

### ブログサービス提供側の問題
まとめサイトはライブドアブログに多いが、その理由としてライブドアブログ運営するLINEがまとめサイト用にツールやテンプレートを用意していること、一定程度集客数のあるサイトに対して「プロフェッショナルブロガープラン（PBP）」という、高単価広告の提供やアクセス向上支援を提供する制度があること（実際、『痛いニュース』、『ハム速』、『はちま起稿』、『オレ的ゲーム速報』、『PS5速報』などはHTML内の広告スクリプトから「PBP」に参加していることが分かる）ライブドアブログ内やライブドアポータルサイトの人気記事ランキングから自ブログへのアクセスが見込めること、利用規約では禁止しているもののポルノ、ヘイトスピーチ、他者の商標や著作物の無断利用に寛容（それによって記事が削除されない）、などが上げられる。簡単に作ることが出来るため、まとめサイトの乱立が起きている。

### 広告主・アフィリエイトサービス提供側の問題
アフィリエイトサービスはAmazonなどが有名。利用するにはサイトの審査が必要なため悪質なまとめサイトの審査は通らないが、健全なサイトを装って一度審査を通ってしまえば野放しの状態であり、悪質なまとめサイトになったとしてもアフィリエイト広告があまりはく奪されていない現状になっている。そのため広告収入目的で悪質デマサイトを立ち上げて問題になったケースも出てきている。
人種差別などの中傷まとめにアフィリエイト広告が貼られていることに、アフィリエイトサービス提供側は提携前にサイトの事前チェックをするが、後でサイトの内容が変わるなどした場合チェック漏れする場合もあると話している。また広告主側は自動掲載プランを利用した場合どのサイトに広告が表示されているか確認が難しいとしている。

### サーバ・ドメイン提供側の問題
サーバ・ドメイン提供側の規約では、差別や誹謗中傷などは禁止されている。「保守速報」の場合、サーバーは「さくらインターネット」、ドメインはGMOデジロックの「バリュードメイン」が使われており、規約にも差別や誹謗中傷などは禁止と明記されているため規約違反であるが、削除されていない。これについてサーバー提供側はプロバイダであるため、被害者本人から依頼であればプロバイダ責任制限法で対応する。ドメイン提供側は、裁判の結果次第では規約違反かどうか検討し判断するとしている。

### 2ちゃんねるまとめブログ関連

#### 2ちゃんねるまとめブログの批判の事例
参考までに、実際にあったトラブルをほんの一部ではあるがいくつか取り上げる。
- 『はちま起稿』『オレ的ゲーム速報@刃』などゲーム系の大手まとめサイト。通称：ゲハブログ、ゲーム系迷惑サイト
  - ゲームアナリストの平林久和（インターラクト）は、『はちま起稿』『オレ的ゲーム速報@刃』について、「両サイトは速報性があり、良い記事もある」と断ったうえで、が「今は黙認かもしれませんが、何かのきっかけで両サイトへの訴訟があったとしても私は驚きはしません。両サイトには名だたる企業の経営者の方々も、たびたび登場します。これら企業が訴訟を起こしたら、両サイト管理人の敗訴は濃厚でしょう」と述べた[234]。
  - 2011年3月、『はちま起稿』が東日本大震災において「被災者の事を考えると飯がうまい!」「ゆっくり被曝していってね!!!」など被災者を中傷[235]。
  - 2015年11月、『はちま起稿』が声優の緒方恵美のTwitter上での発言を悪意あるタイトルで恣意的に報じ、本人の抗議を受け記事を削除した[236]。
  - 2016年10月、『はちま起稿』がNintendo Switchのティザー映像に含まれた『The Elder Scrolls V: Skyrim』の映像について、海外のゲーム情報サイト「Gamesindustry.biz」の取材に対しベセスダの広報が答えた発言によると無断使用だった報じる。しかし実際の「Gamesindustry.biz」の記事では「映像の中で任天堂とコラボする機会を得て、うれしく思っています」と好意的で、無断使用だったという記述はない。BuzzFeed Japanは誤訳だったとみられると報じた[236]。
- 『ハムスター速報』は2011年10月、テレビ番組の映像を切り出して「福島県産米で産地偽装が行われている」との記事を掲載し、JAあまくさは「言われなき中傷」「JAテレビ放送の内容とはかけ離れ、悪意的ネット配信に対し、大変遺憾に感じ強く抗議します」と強く抗議した[237]。

#### 2ちゃんねるからの転載禁止問題
掲示板のコンテンツは、掲示板の利用者が作成したものである。スレまとめブログは、そのコンテンツを無断でコンテンツを利用しており、さらにこうしたブログの管理人たちはアフィリエイトで稼いでいるため、2006年にこのことが明らかになると反発が強まり、いくつかのブログが閉鎖した。鷹木創は、「この問題のまとめサイトなどによると、40前後のブログのうち、15前後のブログが閉鎖したようだ」と述べている。スレまとめブログにおける著作権について騒がれるようになり、当時2ちゃんねる管理人の西村博之は規約を「書き込んだ時点で、著作権が2ちゃんねるへ帰属する」と変更した。一連の騒動から、2ちゃんねるのスレ転載による金儲けそのものを批判する概念として「嫌韓」をもじった「嫌儲」（けんちょ、けんもう、いやもう）が生まれた。
2012年初頭にはアニメ制作会社シャフトがまとめサイトのアフィリエイトリンクを誤って公式サイトに貼ったこと等を契機としてニュース速報（VIP）板からニュース速報（嫌儲）板への流入が起きた。
6月には『東京黎明ノート』の記事を転載したまとめサイト記事に対して、小学館の編集者がTwitterおよび公式サイト上で訴訟を示唆した。2ちゃんねるは6月4日に『やらおん』『ハム速』『はちま』『オレ的』『ニュー速VIP』の5サイトについて以後の転載を禁止すると警告し、7月10日には「広告付きまとめサイトを作成している人はニコニコ大百科への登録必須」とした。
7月19日、『はちま』『オレ的』が別の個人ブログの内容を無断転載したことを受け、2ちゃんねるとNHN Japan（現：LINE）およびFC2は該当のlivedoor Blogに対し2ちゃんねる転載記事の削除と広告削除を要請。削除後の同8月7日にはこれらブログの影響力が3分の1にまで落ちたと報じられた。2ちゃんねるは同11月には悪質な記事偽装広告を乗せているまとめサイトにも警告を出した。
2014年3月2日に2ちゃんねるがVIP板の転載を禁止。翌日以降、なんでも実況J板、ニュース速報+板、ニュース速報板等の転載も禁止された。3月20日には2ちゃんねるトップページ下部に「無断複写・転載を禁じます」と明記された。
2ちゃんねる（2ch.net）の運営を巡って「お家騒動」が起きる中、2014年4月11日に西村博之が開設した2ch.scは当初、2ch.netからログをコピーして2ch.sc内に反映させていたが、転載禁止の記載はなかった。
2ちゃんねるの他にもゲーム業界サイトの『GamesIndustry.biz Japan Edition』がまとめサイトへの転載を禁止とした。

#### Yahoo!のサービスにおけるまとめブログ配信問題
Yahoo! JAPANが、新サービスとしてRSSニュース配信サービス「My Yahoo!」を開始後、一部の2ちゃんねるまとめブログを配信していることが分かり、著作権法違反ではないかと物議を醸した。
ニュースサイトの『エコーニュース』では自社のニュース記事がまとめブログに無断転載されていることなどから、ヤフーへ著作権法違反ではないかと問い合わせたところ、サービスは即座に終了した。

### まとめサイト運営側の意見

#### 転載に対して
フェイクニュースを取材している毎日新聞の記者が、まとめサイトの運営側に取材をした際に、新聞社やテレビ局の画像を無断で掲載していると指摘すると「出典を付け忘れた」と弁明した。
また、まとめサイトの運営側には、適切な引用であれば引用元にもメリットがあるという意見もある。「Webの記事は見られてなんぼ」で引用元サイトにとってアクセスの誘導となっており、まとめサイトから引用元サイトへの流入と本来あるはずだった閲覧者のロス、そのどちらが多いかを一概にいうことはできないと述べている。

#### フェイクニュースに対して
座間9人殺害事件で家族も共犯者と誤解させるような投稿をしたまとめサイトの運営側は毎日新聞の記者の取材に対し「ライターの個人的意見である」「ネット上の意見をまとめて載せただけ」などと説明している。しかし取材後記事を削除している。
また、こうしたサイトの管理人は取材時に自身に批判殺到しないように「サイト名は公表しないでほしい」「まとめサイトが特定されるような文言もやめてほしい」「収益のため、事件や芸能の裏を追うのは楽しいから運営を妨げるような記事はやめてほしい」と記者に話している。

## インターネット利用者側の対策
Googleは2011年、コンテンツファーム対策の一環として、Google Chrome上での検索結果から、個別のユーザーが不適切と考える検索結果をドメイン単位で排除できる拡張機能「Personal Blocklist（by Google）」をリリースした。
この機能はPC上のGoogle Chromeだけで動作する。スマートフォン版は2017年現在もリリースされていない。
また「ノイズレスサーチ」という検索エンジンも登場している。ノイズレスサーチはGoogleカスタム検索であり、検索結果からまとめサイトやECサイトやSNSなどを除外するもので、「-site:」より精度が良い。

## 事件
基本的には刑事・民事事件を取り扱うが社会問題になっている事件も扱う。

### 芸能人のデマ

#### 中傷デマ
俳優の西田敏行の中傷デマを流し事務所の業務を妨害したとして、警視庁が、偽計業務妨害容疑で悪質まとめサイトの管理人男女3人を書類送検した。運営者は「閲覧数を伸ばし、広告収入を増やす目的で中傷デマ記事を作った」と認めている。また広告収入で月50円から60万円を得ていた40代の女は、「興味を引くために載せた」、60代の男は「僕だけでなくみんなやっている」と話している。

#### 死去デマ
2019年6月18日、ジャニーズ事務所の社長・ジャニー喜多川の救急搬送が報じられた数日後、まとめサイト『Buzz Plus News』がスクープ扱いで「【訃報】ジャニー喜多川社長が死去 / ジャニーズ事務所が近日発表へ」という記事を公開。無根拠の情報が拡散されたため、ジャニーズ事務所は7月1日、クモ膜下出血で入院中と公式発表を行う事態となった。これにより、同記事を引用していた掲示板「ガールズちゃんねる」の運営が謝罪するといった影響もあったが、情報元の『Buzz Plus News』は謝罪もなく記事も削除していない。

### ネタバレ
2017年9月6日、漫画雑誌『週刊少年ジャンプ』などのネタバレを掲載していたサイト『ワンワンピース速報』『ジャンプネタバレ速報』の管理人4人が、著作権法違反容疑で逮捕。これらのサイトは正規の発売日より早く売り出された漫画雑誌の画像をサイトに無断で掲載し、広告収入として沖縄県・鳥取県在住の男女3人は7500万円、秋田県在住の男は3年間で3億500万円をそれぞれ得ていた。

### ヘイトスピーチ・中傷まとめ
フリーライターの李信恵が、まとめサイト『保守速報』に差別的な中傷まとめを掲載されて名誉毀損されたとして、『保守速報』の管理人を訴えたヘイトスピーチ裁判で、大阪地方裁判所は200万円の損害賠償を命じる判決を下した。
『保守速報』側は「情報を転載してまとめただけで違法性はない」と主張していたが、判決で森田浩美裁判長は「管理人によって表題の作成や情報量の圧縮、文字の強調によって、内容を効果的に把握できるようになった」と指摘した。そして引用元とは独立して、保守速報自体が日本国憲法第13条が認める人格権を侵害した、と結論づけた。過去には中傷記事を匿名掲示板に転載して名誉毀損に認定された例はあったが、このようなまとめや転載で実際に損害賠償請求が認められたのは『保守速報』への裁判が初の事例となった。
『保守速報』への賠償命令判決は、まとめサイトであっても責任は免れない、責任が重くなることもあるということを明らかにしたため、画期的な判決であると評価された。
『保守速報』は判決に対して控訴をしていたが、二審の大阪高等裁判所でも敗訴した。原告弁護団は「その悪質性について、非常に厳しく断罪をした」と評価をしている。最高裁判所第三小法廷は、被告の上告を棄却し、200万円の損害賠償金の支払いを命じる大阪高裁判決が確定した。
大阪市は全国初のヘイトスピーチ条例を施行。まとめサイトへの意見書が2件提出されたため、ヘイトスピーチ審査会で「まとめサイト」の記事はヘイトスピーチに当たるかどうかを検討。1件は記事自体が在日韓国人・朝鮮人に対する一層の差別や迫害・暴力を煽っているとして認定。もう1件は表現の自由と照らし合わせコメント欄も判断材料に使い検討した結果、差別的なコメントの投稿を煽っておりヘイトスピーチに当たると認定した。なおヘイトスピーチ審査会ではサイト側にも連絡と取ったが氏名や住所などの回答はなかった。ヘイトスピーチ認定された後は、プロバイダー側に削除を要請をする。ヘイトスピーチ抑止条例では有識者でつくる審査会と市がヘイトスピーチと認定した場合ヘイトスピーチを行った個人や団体の名前を公表されることになっており『保守速報』の管理人の名前「栗田香」を公表した。

### 海賊版サイト
違法な海賊版サイトが社会問題となっているが、その中でも「漫画村」が一番問題視されている。以前から「漫画村」にはまとめサイト（はちま等の大手も含む）のリンクが貼られ暇つぶしのサイトとして紹介されており怪しまれていたが、運営者が2chまとめサイトや2chまとめサイトのリンク集であるアンテナを運営していたことが発覚した。そしてNHKが「漫画村」の取材を進めていくと「裏広告」があることがわかった。サイトにはプログラムが仕込まれており閲覧者にはわからないように、別サイトが同時に立ち上がる仕組みでこの中に広告が掲載されており、知らぬ間に広告閲覧をさせられているという。その別サイトがまとめサイトであり50以上存在している。セキュリティー企業の「トレンドマイクロ」によると「漫画村」の運営者が別サイト（まとめサイト）のアクセス数を増やす見返りとして広告収入の一部を報酬として得ていた可能性があるとしている。

### 無断転載まとめサイト
まとめサイトの無断転載が社会問題になっており、その一つ「NAVERまとめ」に対して報道7社（朝日、産経、日経、毎日、読売、共同、時事）の著作権担当者が連携してNAVERまとめ運営に無断転載の削除と再発防止を要求。そして34万件の無断転載が見つかり削除された。まだ無断転載のまとめサイトはたくさんあるため今後も法的手段も含めて適切に対応していくという。

#### 無断転載まとめサイトへの訴訟
漫画家、イラストレーターの「ナカシマ723」が2ちゃんねるまとめサイトなど14サイトにイラストを無断転載されたとして使用料を請求したところ、6サイトがすぐ支払いに応じ、「ガールズVIPまとめ」「VIPPER速報」等の8サイトが支払いに応じなかった。そのためナカシマ723は8サイトを訴え、4サイトとは示談が成立、残りの4サイトは反応がなかったため裁判となった。「ガールズVIPまとめ」（運営はスタークラウン）との裁判では、東京地方裁判所は損害賠償金などを含む約30万円の支払いを命じた「VIPPER速報」（運営はデザート）は被告欠席により請求が認められ、強制執行（差し押さえ）で回収した。

### アダルト系「ディープフェイク」まとめサイト
5人のまとめサイト管理者が、「ディープフェイク」を使って女性タレントの顔写真をアダルトビデオに重ねた動画をまとめサイトで紹介した事件で、この5人と大学生とシステムエンジニアの男2人が、名誉毀損や著作権法違反の疑いで警視庁などに逮捕された。

#### アダルト系リーチサイトへ警告
アダルトビデオ業界団体ではアダルトビデオ違法動画紹介まとめサイトに長年悩まされておりメーカーが個別に対応していたが、検知するのも難しくなってきている。そのため業界団体が4000件のまとめサイトについて警告文送付。悪質なサイトには損害賠償請求もする。

### アフィリエイト広告
まとめサイトはアフィリエイト広告を貼って広告収入を得ており、アクセスを増やすために内容が過激になっている。その一つ、人種差別的な内容を載せる「保守速報」が問題視されている中、同サイトにセイコーエプソンやカタログハウスの広告が掲載されていることを発見したユーザーが同社に問い合わせたところ、問題のあるサイトと分かったため広告掲載を取り下げた。
今まで広告主が気付かなかった理由は広告システムの問題である。昔は自社が広告の出稿先を選ぶ純広告が主流となっていたが、今は運用型広告が主流となっており、運用型広告は広告代理店を通して行われており、掲載媒体は広告別に自動で決まるためコントロールが難しいデメリットがあり、結果的に内容に問題があるまとめサイトにも広告掲載されていたため、即座に広告代理店に掲載停止を申し出た。この流れを受け「はちま起稿」等の内容に問題のあるまとめサイトに掲載されている広告元にもユーザーが続々と問い合わせた。その結果、企業の方針に反するとして日本HPなど広告停止が相次いでいる。

### トレンドブログのデマ
トレンドブログはまとめサイトの一種である。ネット検索されそうな、話題のキーワードを含めながら記事化することでPVを集めて広告収入を得る。「犯人は?顔写真は?」等のタイトルが特徴。記事化の際は取材もしておらず、ネットの情報やテレビでの報道内容をそのまま載せるため、デマも多い。SEOにも強いため、検索結果の1ページ目に表示されやすい。

#### あおり運転殴打事件の容疑者の交際相手デマ
高速道路であおり運転をし相手の男性を殴って逮捕された事件。同乗していた容疑者の交際相手は指名手配になっていなかったため、名前などが公表されずにいた。そのため指名手配で名前や顔が公表された容疑者のSNSから容疑者の交際相手を特定しようとする者がおり、服装などが似ていることや容疑者がSNSをフォローしていた等の理由から容疑者の交際相手だと無関係の女性が事実無根のデマを拡散された。
デマを拡散された女性は弁護士に相談しすぐに否定したが中傷が続いたため、発信者や拡散された情報を元にトレンドブログで記事化した運営者、SNSのリツイートで拡散した人たちに対する法的措置すると記者会見をした。

## 芸能事務所の業界団体もまとめサイトに対して声明
芸能事務所で構成される業界団体「日本音楽事業者協会」（音事協）は、声明文で「ディープフェイク」をはじめ、画像の無断転載によるパブリシティ権侵害や人格権侵害によるまとめ行為など、違法なまとめ行為が横行していると指摘。またまとめサイトにおける「5つの問題点」として例示した（ファクトチェックがない、偏った内容の情報ばかりを集める恣意的な編集、タレントの卒業アルバムやプライベート写真などの無断転載違法コンテンツ、他者が取材した記事等の転載などフリーライド、広告収益が目的化）。

## 転載・まとめサイトに対する高等裁判所の判断
2013年9月には東京高等裁判所が、中傷記事を転載しただけでも名誉毀損になると判断を下している（中傷は拡散されないように努めなければならないということ）。
2018年6月には大阪高等裁判所が、中傷まとめ『保守速報』の控訴を棄却し「人種差別および女性差別に当たる内容も含んでいるから、悪質性が高い」とした。また「本件各ブログ記事は、控訴人が一定の意図に基づき新たに作成した一本一本の記事（文書）であり、引用元の2ちゃんねるのスレッド等からは独立した別個の表現行為である。ブログ記事の掲載行為は、新たな文書の『配布』である。素材は2ちゃんねるにあるとしても、情報の質、性格は変わっている。読者に与える心理的な印象もより強烈かつ扇情的なものになっているというべきである。そして、2ちゃんねるの読者とは異なる新たな読者を獲得していることも否定し得ない」と指摘した。

## ポストまとめサイト
岩本太郎は、DeNAが記事盗用問題など企業コンプライアンス違反を契機に『WELQ』、『iemo』、『MERY』を含むキュレーションメディアから撤退したことや、アメリカ合衆国では2016年のトランプ特需によりニューヨーク・タイムズ電子版の購読者数が急増した事実をふまえ、「今後は、ネット空間というすでに確立された市場の中で、いかに情報への信頼性を獲得するかの競争が始まるのではないか」と述べた。
また岩本は、講談社とデジタルガレージが2017年1月26日にポストキュレーションメディアの開発計画を公表したことについて、「DeNAの退場で空白が生じた市場に、講談社が雑誌で培ったコンテンツ制作力と信頼感にデジガレのノウハウを組み合せて乗り込もうという算段だろう」と述べ、「フェイクニュース問題を機に、〝ネット→紙〟への制作力と信頼性の流入はさらに加速する可能性はむしろ増したのではないか」と分析した。